# 罗得人行桥
罗得人行桥（英語：Rhodes Footbridge）是希腊希腊罗得的一座古希腊拱桥，建于公元前4世纪，为已知最古老的希腊拱桥。
罗德人行桥于1966年至1967年被发掘出来，靠近罗得东部港口阿肯色湾Akandia Bay。在那里，一条平行于古城墙的2.15米深的人工运河，被一条11米宽的街道分开。侧壁由至少四层石灰石块制成，与桥拱使用相同的材料。
几乎在运河的中点，有一个8米宽的人行拱桥，跨度2.8米，与运河的宽度相同。